# Chironius flavopictus
Espèce
Synonymes
- Herpetodryas carinatus var. flavopicta Werner, 1909
- Chironius carinatus flavopictus (Werner, 1909)

Statut de conservation UICN

 DD  : Données insuffisantes
Chironius flavopictus  est une espèce de serpents de la famille des Colubridae.

## Répartition
Cette espèce se rencontre au Costa Rica, au Panamá, dans l'ouest de la Colombie et en Équateur.

## Publication originale
- Werner, 1909 : Über neue oder seltene Reptilien des Naturhistorischen Museums in Hamburg. Jahrbuch der hamburgischen Wissenschaftlichen Anstalten, vol. 26, p. 205-247 (texte intégral).